# Kapilavastu

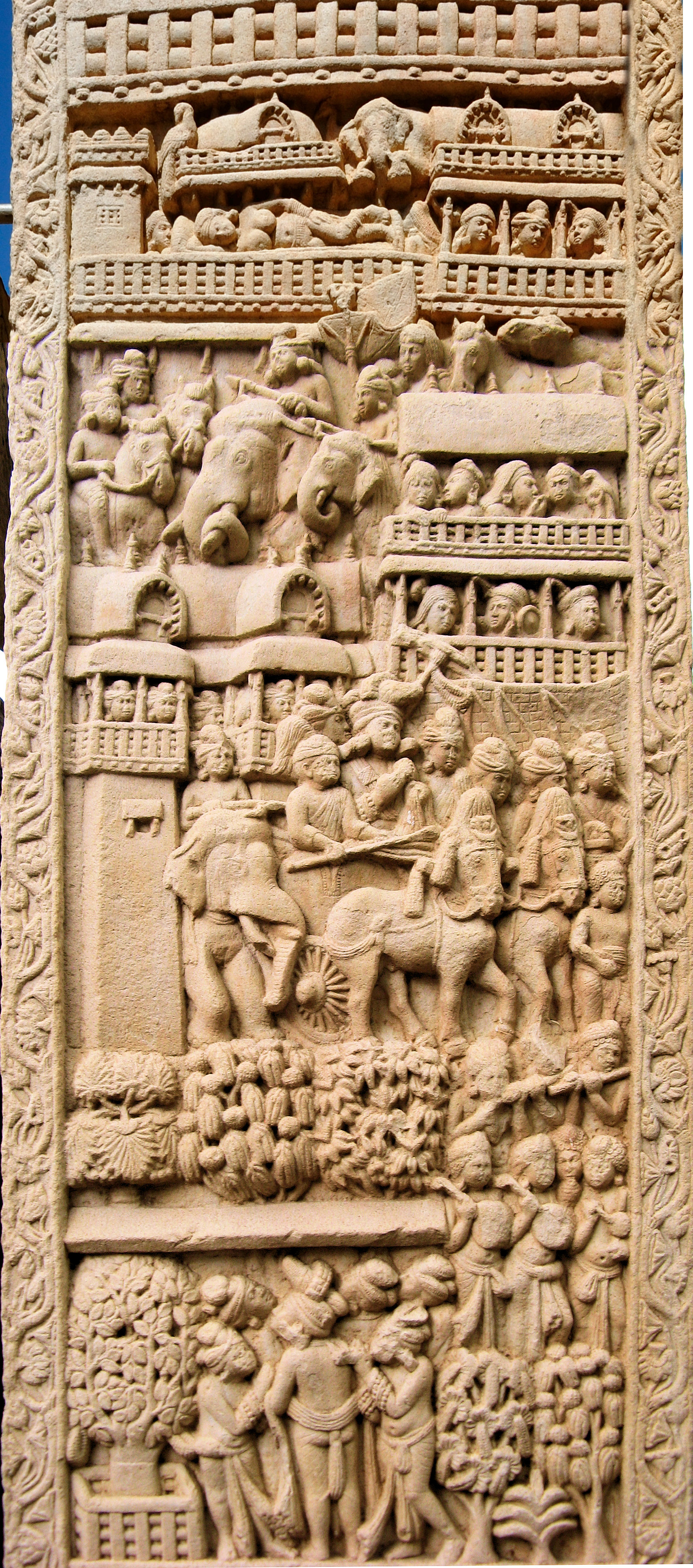
Processione del re Suddhodana da Kapilavastu, che va incontro a suo figlio il Buddha che cammina a mezz'aria (testa sollevata nella parte inferiore del pannello), e gli dona un albero di Banyan (angolo in basso a sinistra).

Kapilavastu era un'antica città nell'attuale Nepal sud-occidentale, la capitale del clan degli Shakya. Oggi l'antica area è chiamata Kapilbastu in Nepal. Si ritiene che il re Śuddhodana e la regina Māyā avessero vissuto a Kapilavastu, così come il loro figlio, il principe Siddartha Gautama, fino a quando non lasciò il palazzo all'età di 29 anni.
Testi buddisti come il Canone pāli affermano che Kapilavastu fosse la casa d'infanzia di Gautama Buddha, poiché era la capitale degli Shakya, su cui regnava suo padre. Kapilavastu è il luogo dove Siddhartha Gautama trascorse 29 anni della sua vita. Secondo fonti buddiste prese il nome dal saggio vedico Kapila.

## Ricerche su Kapilavastu
Le ricerche del XIX secolo sul sito storico di Kapilavastu seguirono i resoconti lasciati da Faxian e successivamente da Xuanzang, che erano monaci buddisti cinesi che fecero i primi pellegrinaggi al sito. Alcuni archeologi l'hanno identificata con l'attuale Tilaurakot, in Nepal, mentre altri con l'odierna Piprahwa, in India, come sito storico di Kapilavastu, la sede del governo dello stato Shakya che avrebbe governato la regione. Entrambi i siti contengono rovine archeologiche.

## Siti proposti

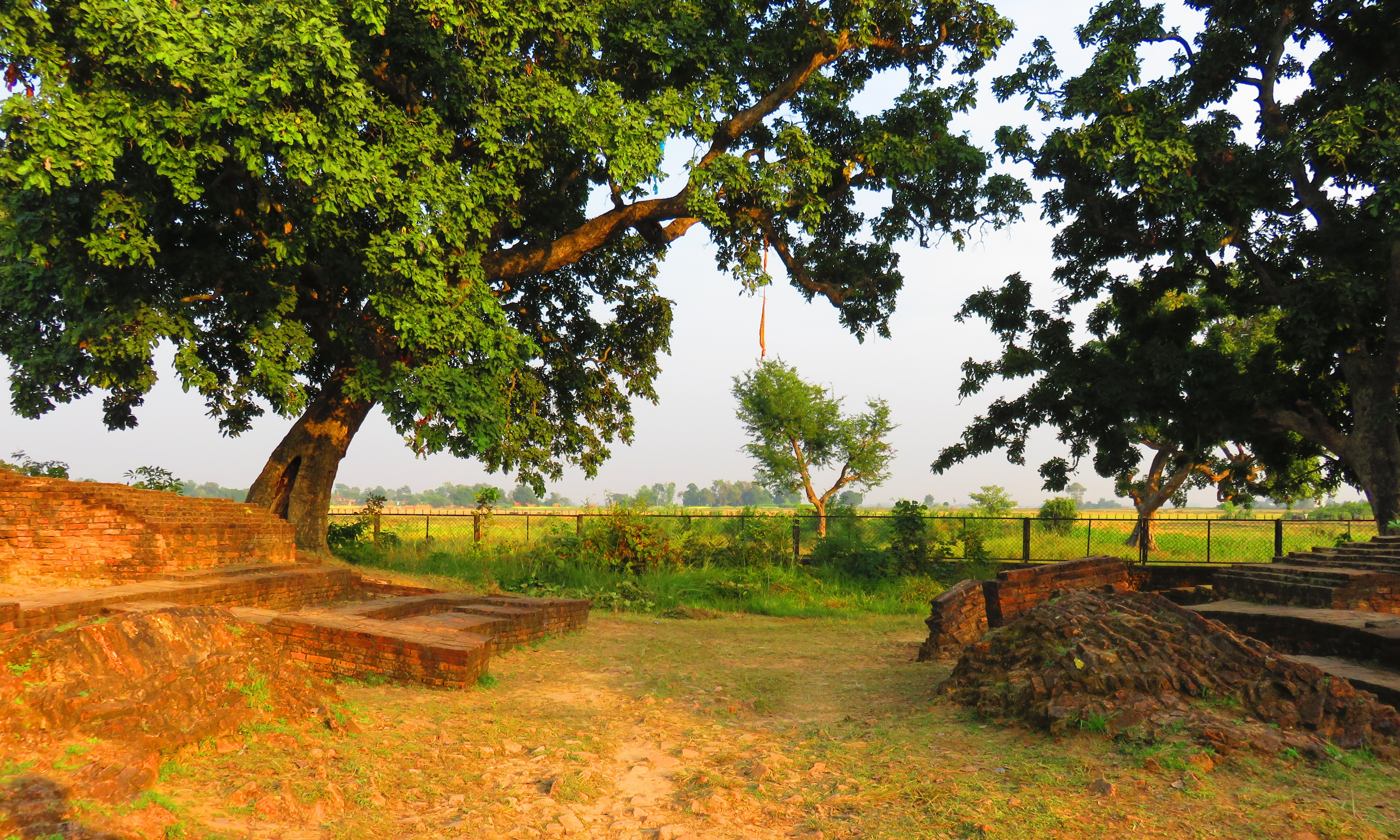
Sito proposto del Palazzo di Suddhodanda a Tilaurakot
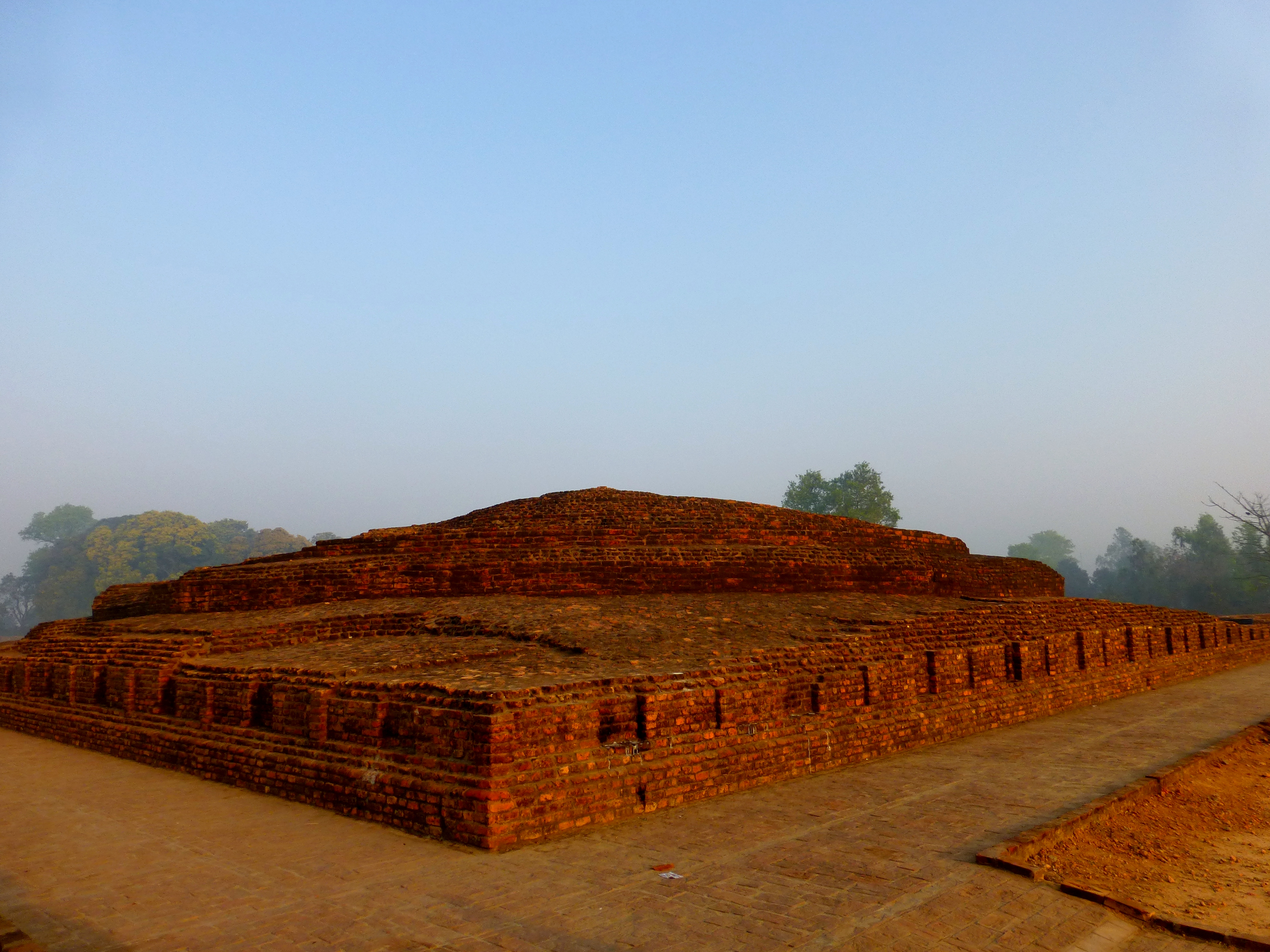
Stupa a Piprahwa

## Antiche raffigurazioni

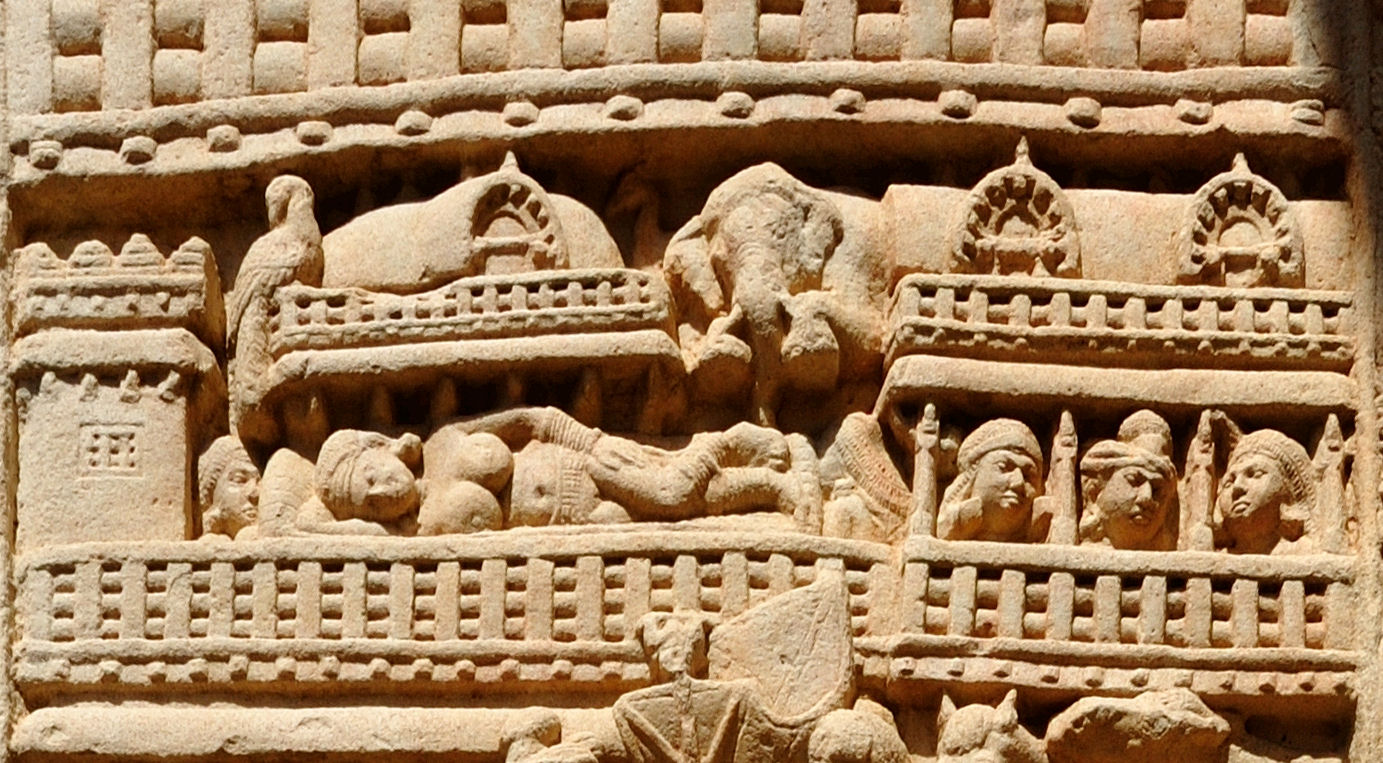
Il sogno di un elefante da parte di Maya durante il suo concepimento del Buddha, un identificatore della città di Kapilavastu.
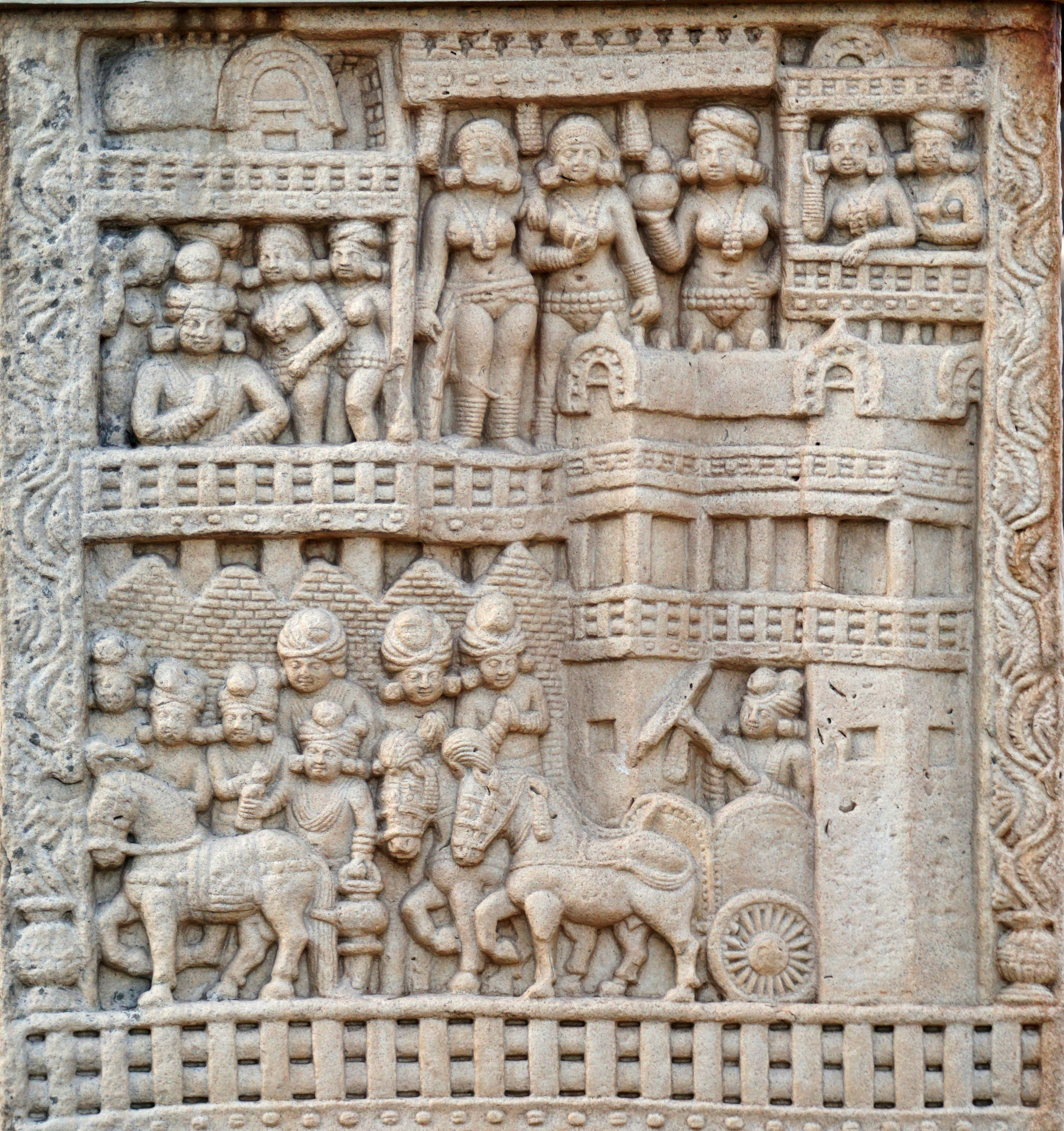
La partenza del Buddha da Kapilavastu, Sanchi, Stupa 1, Porta Nord.